# مارا ياموتشي
مارا ياموتشي (بالإنجليزية: Mara Yamauchi) هي عداءة مراثونية بريطانية، ولدت في 13 أغسطس 1973 في أكسفورد في المملكة المتحدة.

## وصلات خارجية
- مارا ياموتشي على موقع الاتحاد الدولي لألعاب القوى (الإنجليزية)
- مارا ياموتشي على موقع ThePowerOf10.info (الإنجليزية)
- مارا ياموتشي على موقع أوليمبيديا (الإنجليزية)
- مارا ياموتشي على موقع اللجنة الأولمبية البريطانية (الإنجليزية)
- مارا ياموتشي على موقع اتحاد ألعاب الكومنولث (مؤرشف) (الإنجليزية)